# Amt Schenefeld
L’ Amt Schenefeld est un amt, c'est-à-dire une forme d'intercommunalité du Schleswig-Holstein, dans l'arrondissement de Steinburg, dans le Nord de l'Allemagne. Il regroupe 22 municipalitéset 10645 habitants (2020).

## Source de la traduction
- (de) Cet article est partiellement ou en totalité issu de l’article de Wikipédia en allemand intitulé « Amt Schenefeld » (voir la liste des auteurs).